# Kolumna-Las (gromada)
Kolumna-Las (lub Kolumna Las; niepoprawnie Kolumna Miasto, Kolumna) – dawna gromada, czyli najmniejsza jednostka podziału terytorialnego Polskiej Rzeczypospolitej Ludowej w latach 1954–1972.
Gromady, z gromadzkimi radami narodowymi (GRN) jako organami władzy najniższego stopnia na wsi, funkcjonowały od reformy reorganizującej administrację wiejską przeprowadzonej jesienią 1954 do momentu ich zniesienia z dniem 1 stycznia 1973, tym samym wypierając organizację gminną w latach 1954–1972.
Gromadę Kolumna-Las siedzibą GRN w Kolumnie-Lesie (obecnie w granicach Łasku) utworzono – jako jedną z 8759 gromad na obszarze Polski – w powiecie łaskim w woj. łódzkim, na mocy uchwały nr 31/54 WRN w Łodzi z dnia 4 października 1954. W skład jednostki wszedł obszar dotychczasowej gromady Kolumna-Las ze zniesionej gminy Wiewiórczyn oraz osada Przygoń i kolonia Poleszyn-Orpelów (od autostrady do toru kolejowego po drogę do Poleszyna) z dotychczasowej gromady Orpelów ze zniesionej gminy Dobroń w tymże powiecie. Dla gromady ustalono 27 członków gromadzkiej rady narodowej.
1 lutego 1957 do gromady Kolumna Las przyłączono wieś Wierzchy oraz osadę i wieś Kolumna z gromady Barycz w tymże powiecie.
31 grudnia 1959 gromadę Kolumna-Las zniesiono w związku z nadaniem jej statusu osiedla, zmieniając równocześnie nazwę jednostki na Kolumna.
1 stycznia 1973, w związku z kolejną reformą administracyjną znoszącą gromady i osiedla, osiedle Kolumna włączono do Łasku.